# Christel Magdeleyns
Christel Magdeleyns is een Belgisch voormalig waterskiester.

## Levensloop
Magdeleyns werd viermaal Belgisch kampioene (2000, 2001, 2011 en 2012) in de formule 1 van het waterskiën. Daarnaast werd ze eenmaal derde (2003) in de Diamond Race.
In 2012 werd ze in de formule 1 Europees kampioene in het Belgische Genk en won ze zilver op het EK in het Nederlandse Harderwijk in 2006. Ook werd ze in 2008 in de formule 2 Europees kampioene in het Britse Ramsgate Daarnaast werd ze in 2009 tweede in de formule 2 op het wereldkampioenschap en vierde in deze klasse op het WK in 2013 in het Spaanse Tenerife.